# 斯塔普勒
斯塔普勒（法語：Staple，法語發音：[stapl]）是法国上法兰西大区北部省的一个市镇，位于该省西北部，属于敦刻尔克区。

## 地理
斯塔普勒（50°44'57"N, 2°27'16"E）面积9.97 平方千米，位于法国上法蘭西大區北部省，该省份为法国最北部的省份及最长的省份，西北濒北海，西接加来海峡省，南至埃纳省和索姆省，东与比利时接壤。
与斯塔普勒接壤的市镇（或旧市镇、城区）包括：巴万科沃、埃布兰盖姆、翁德盖姆、兰德、勒内斯屈尔、瓦隆卡佩勒。

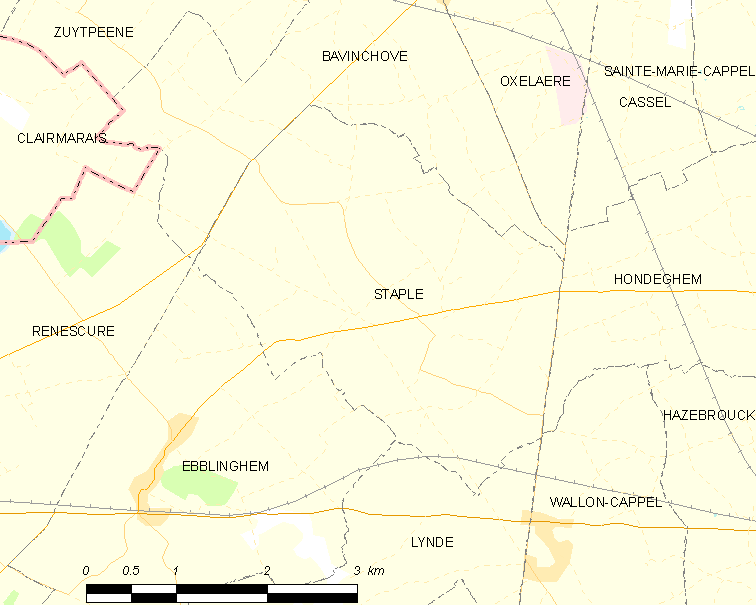
斯塔普勒的OSM定位图

斯塔普勒的时区为UTC+01:00、UTC+02:00（夏令时）。

## 行政
斯塔普勒的邮政编码为59190，INSEE市镇编码为59577。

## 政治
斯塔普勒所属的省级选区为巴约勒县。

## 人口

1962-2008年间斯塔普勒人口变化图示

斯塔普勒于2022年1月1日时的人口数量为715人。